# Mark Milligan
Mark Daniel Milligan (Sydney, 1985. augusztus 8. –) ausztrál válogatott labdarúgó, edző.

## Sikerek
Sydney FC
- Ausztrál bajnok (1): 2005–06
- OFC-bajnokok ligája (1): 2004–05